# Michael Kreuz

Michael Kreuz (etwa 1975)

Michael Kreuz (* 1. August 1929 in Schlechtenberg bei Aschau im Chiemgau; † 1. Februar 2015 in Waging am See) entstammte einer Berchtesgadener Künstlerfamilie und war ein deutscher Holzbildhauer.

## Leben
Kreuz kam als drittes Kind des Holzbildhauers Hans Kreuz senior und seiner Frau Maria, geborene Seiser, zur Welt. Er verbrachte seine Kindheit in Hohenaschau und München-Giesing. 1944 begann er mit einer Lehre in einer Fischzucht bei Freising, aus der er nach bestandener Gesellenprüfung 1948 wieder entlassen wurde. Nach einem vierjährigen Aufenthalt in den Kapuzinerklöstern zu Laufen und Eichstätt nahm ihn sein Vater in die Lehre zum Holzschnitzer in Tettenhausen am Waginger See. 1955 entließ Hans Kreuz seinen Sohn aus der Ausbildung und zog nach Söcking am Starnberger See. Den Winter 1955/1956 verbrachte Michael Kreuz bei der Schwester seines Vaters in Mailand und fertigte dabei mehrere Krippen im Stile der Abruzzen-Trachten des 19. Jahrhunderts, die er im Minoritenkloster Angelicum in Mailand ausstellte. Michael Kreuz verblieb in Tettenhausen noch bis Ende 1960, danach kaufte er ein Haus in Waging am See und richtete dort seine eigene Werkstatt ein. Im Jahre 1961 heiratete er Anna Meier; aus der Ehe gingen ein Sohn und eine Tochter hervor. In den frühen 70er Jahren des 20. Jahrhunderts stellte er einige seiner Skulpturen in der ehemaligen Chiemgaupalette, ein Ausstellungsforum von Künstlern des Chiemgaus und seiner näheren Umgebung, aus. Zu seinem 80. Geburtstag zeigte er einmalig sein Lebenswerk mit allen Facetten seines künstlerischen Repertoires. Seine Tätigkeit als frei schaffender Künstler endete 2012 mit der Aufgabe seiner Werkstatt in Waging und dem Umzug in das Seniorenheim St. Martin in Waging am See. Bis zuletzt beschäftigte er sich noch mit Entwürfen von Namenspatronen und Heiligen. Michael Kreuz verstarb überraschend an den Folgen einer Grippe.

## Künstlerisches Werk
Zu Beginn seines künstlerischen Schaffens war Kreuz nicht ausschließlich als Holzbildhauer tätig, sondern fertigte auch Zierschriften an. Der Schwerpunkt seines Schaffens lag zeitlebens im Bereich der christlichen Kunst. Er orientierte sich zunächst an Vorbildern wie Ernst Barlach und seinem Vater, entwickelte aber schon bald seinen eigenen Stil. Widerwillig bearbeitete er zur Sicherung der individuellen Existenz bis Mitte 1967 auch vorgefräste Kleinfiguren des ehemaligen Verlags Alpenland. Er erwarb autodidaktisch zunehmend Kenntnisse und Fertigkeiten in der Fassmalerei und in der Polimentvergoldung. Nach Unterstützung durch seine Schwägerin Lisl Kreuz konnte er sein Können in den Vergolde- und Versilberungsarbeiten perfektionieren. Neben Neubestellungen von Kruzifixen, Madonnen, Heiligen- und Krippenfiguren wurden ihm regelmäßig beschädigte Schnitzereien zur Restaurierung übergeben. Hier konnte er reichliche Erfahrungen sammeln, so dass schon bald nach dem Umzug nach Waging am See von Kirchenseite Auftragsarbeiten an ihn herangetragen wurden. Er beherrschte die stilgetreuen Darstellungen von Skulpturen aus der Romanik bis zum Rokoko. Eine besondere Begabung hatte Kreuz im Kopieren von Figuren, für die er nicht selten lediglich eine Fotografie als Vorlage zur Verfügung hatte. Kreuz schuf während seines langen Künstlerlebens nur sehr wenige Werke aus sich heraus. Hier zeigte sich allerdings seine ausgeprägte impressionistische Ader, die er leider nur selten ausleben durfte, da diese Kunst nicht mit den Vorlieben seiner umfangreichen Kundschaft übereinstimmte. Kreuz war kein Bildhauer von lebensgroßen oder überlebensgroßen Figuren, er war ein Meister für Kleinplastiken, dessen Längenmaß zum Teil nur 2 cm betrug. In seinen profanen Figuren spiegeln sich häufig sein hintergründiger Humor und seine Beobachtungsgabe auf die menschlichen Unzulänglichkeiten wieder.

## Werke von Michael Kreuz aus einer Schaffenszeit von fünf Jahrzehnten

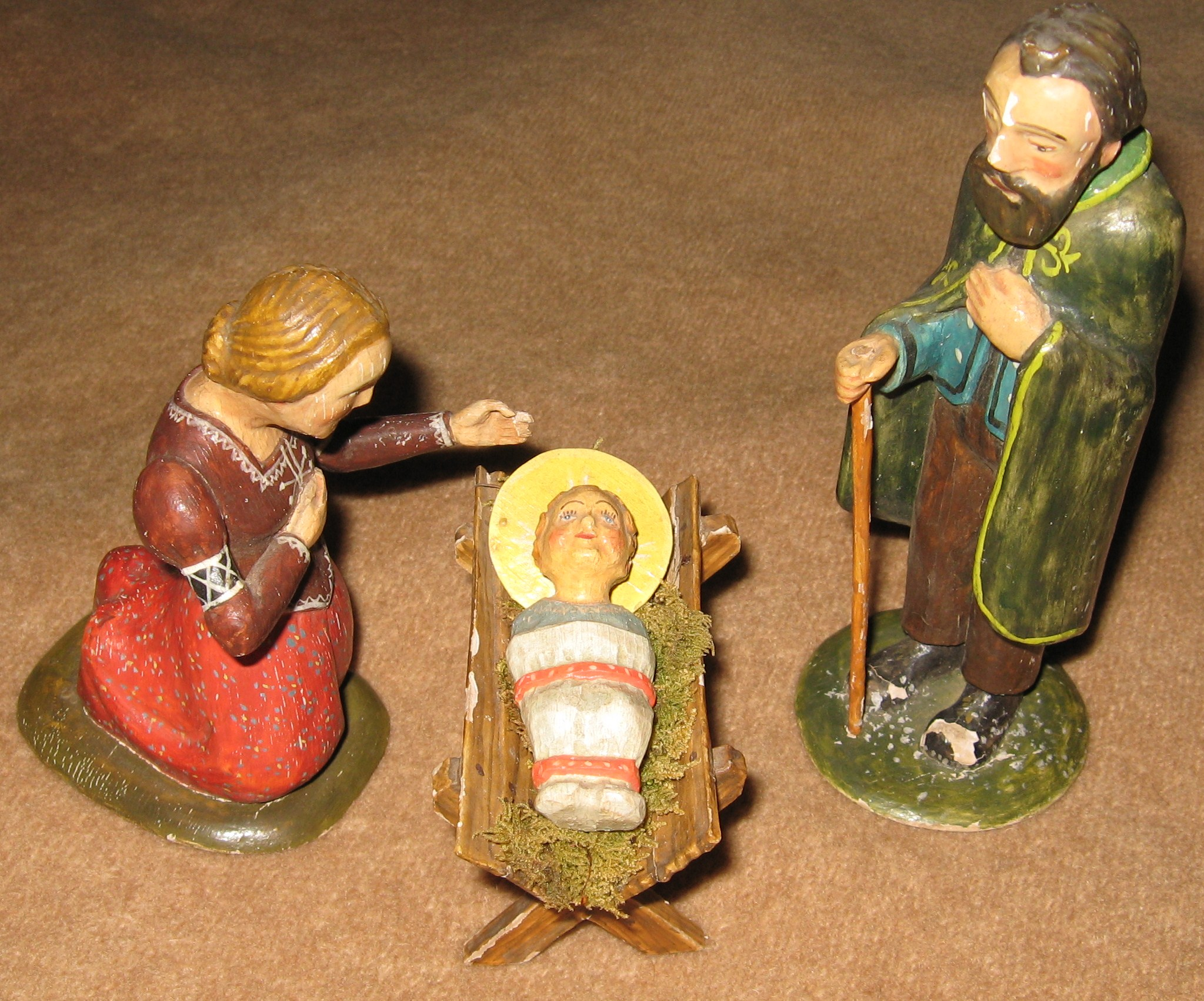
Hl. Familie Abruzzenkrippe, 1955
Musikertrio am Hof des alten Fritz, 1956
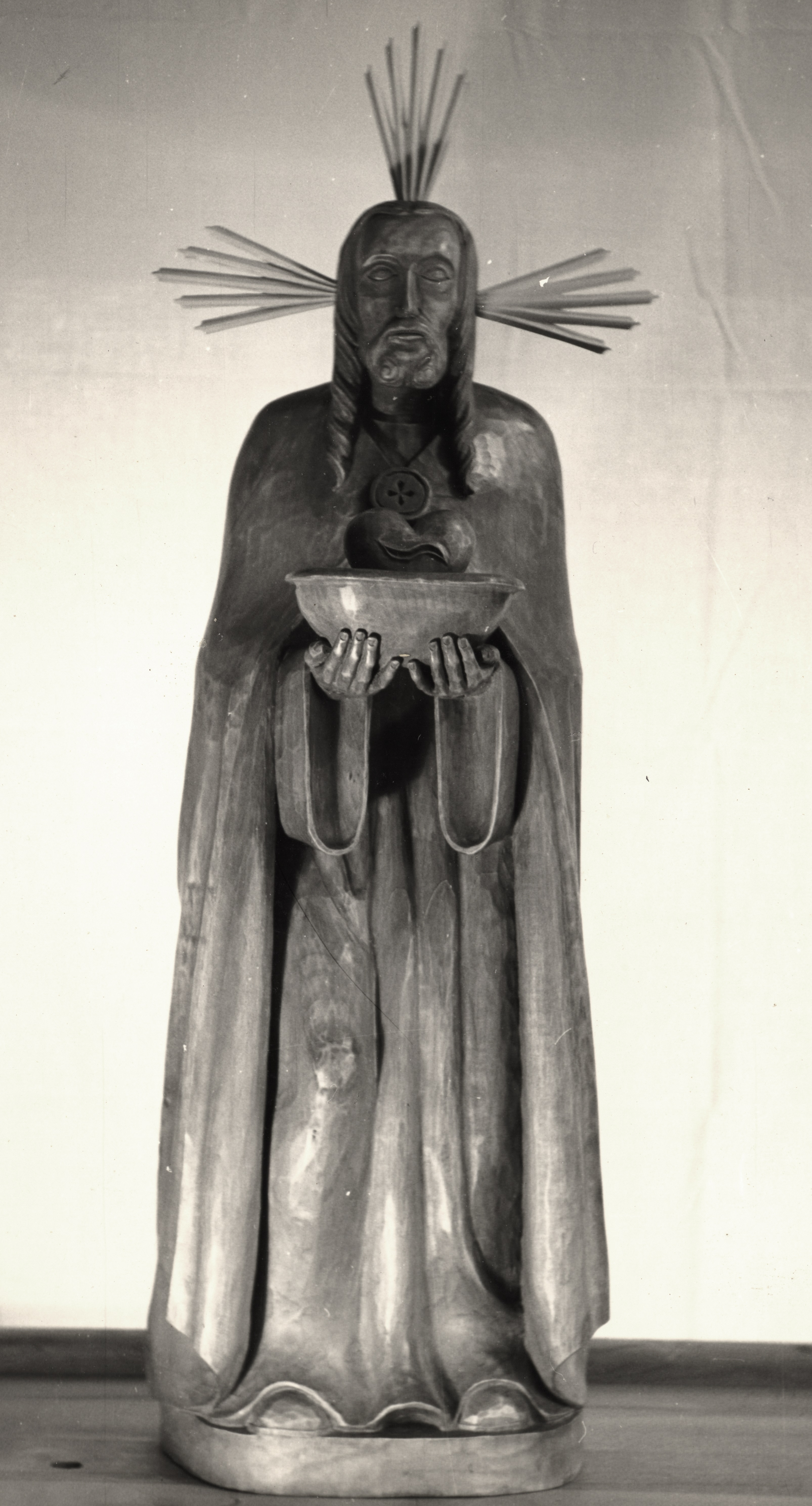
Herz Jesu, 1959
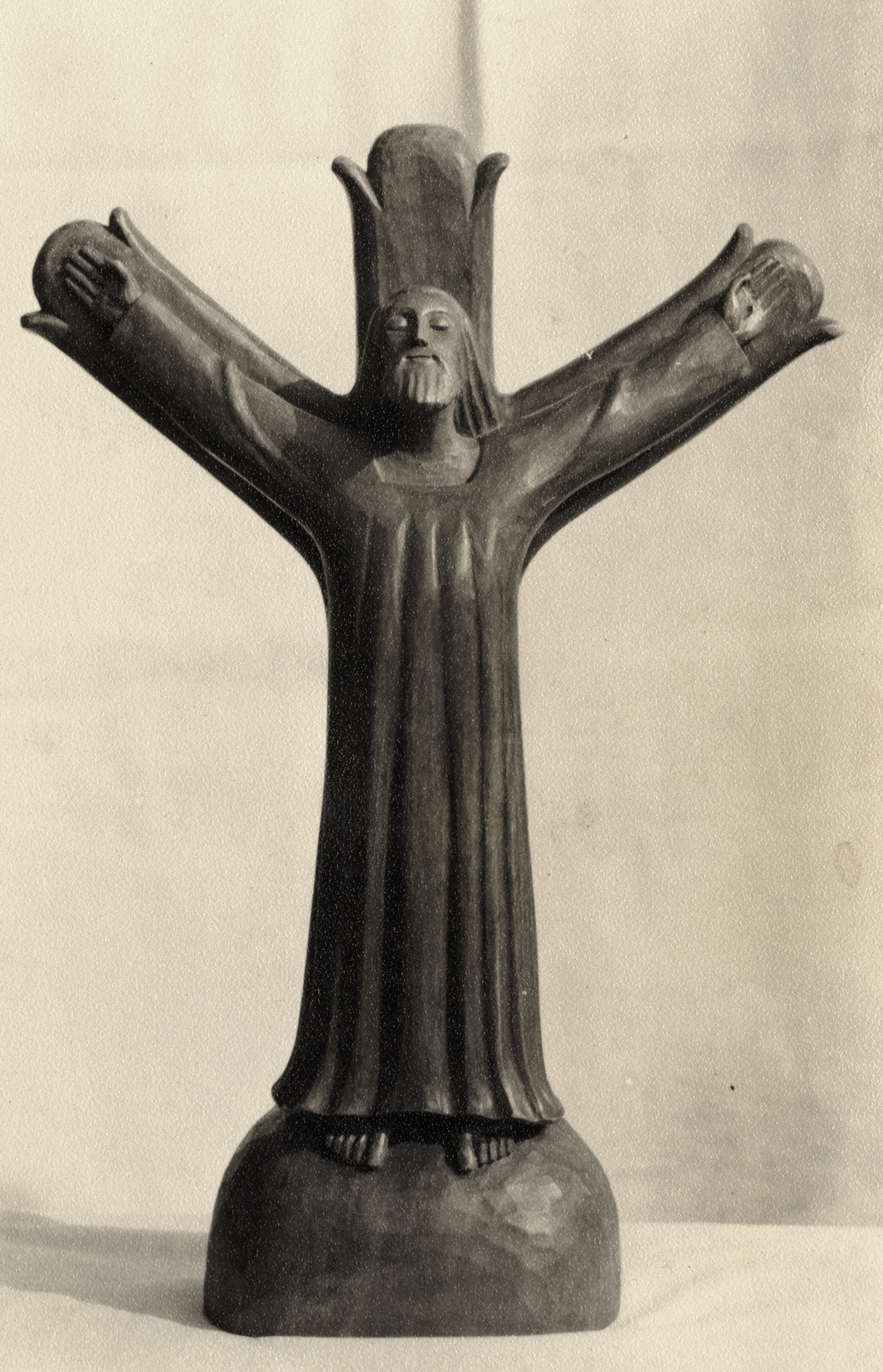
Christusfigur, 1960
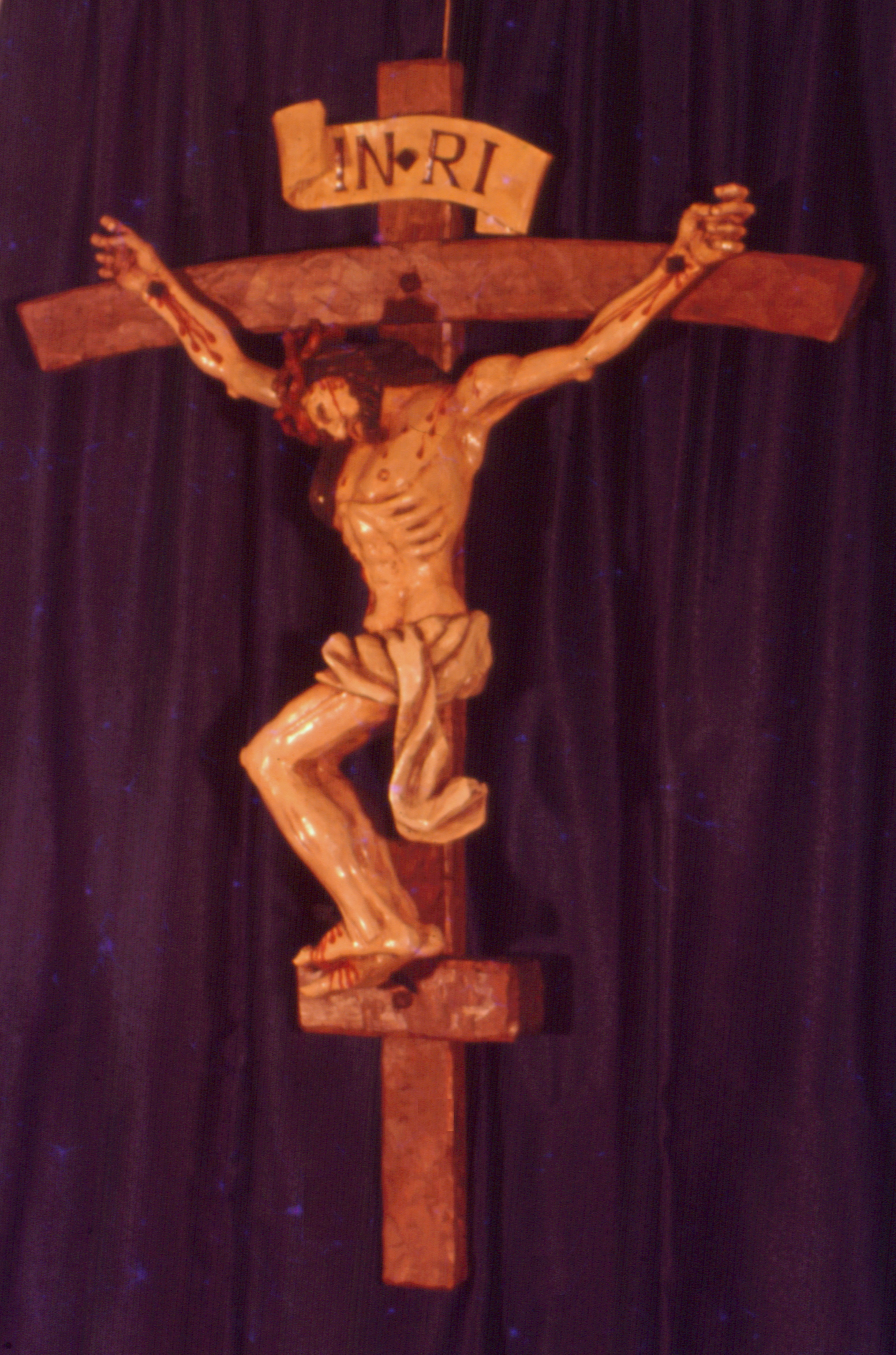
Karfreitag, 1967
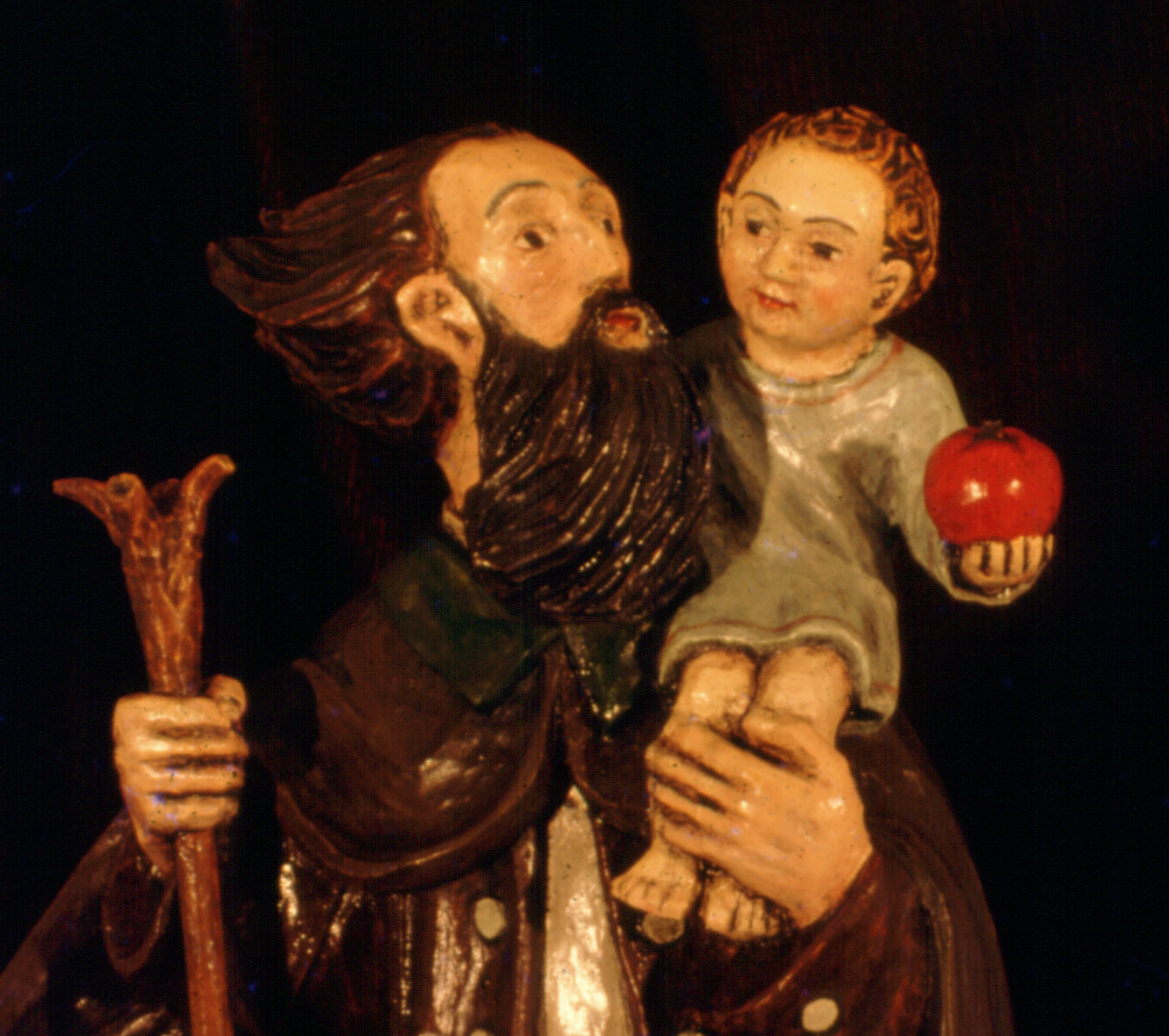
Hl.Christopherus, alpenländisch, 1970er Jahre
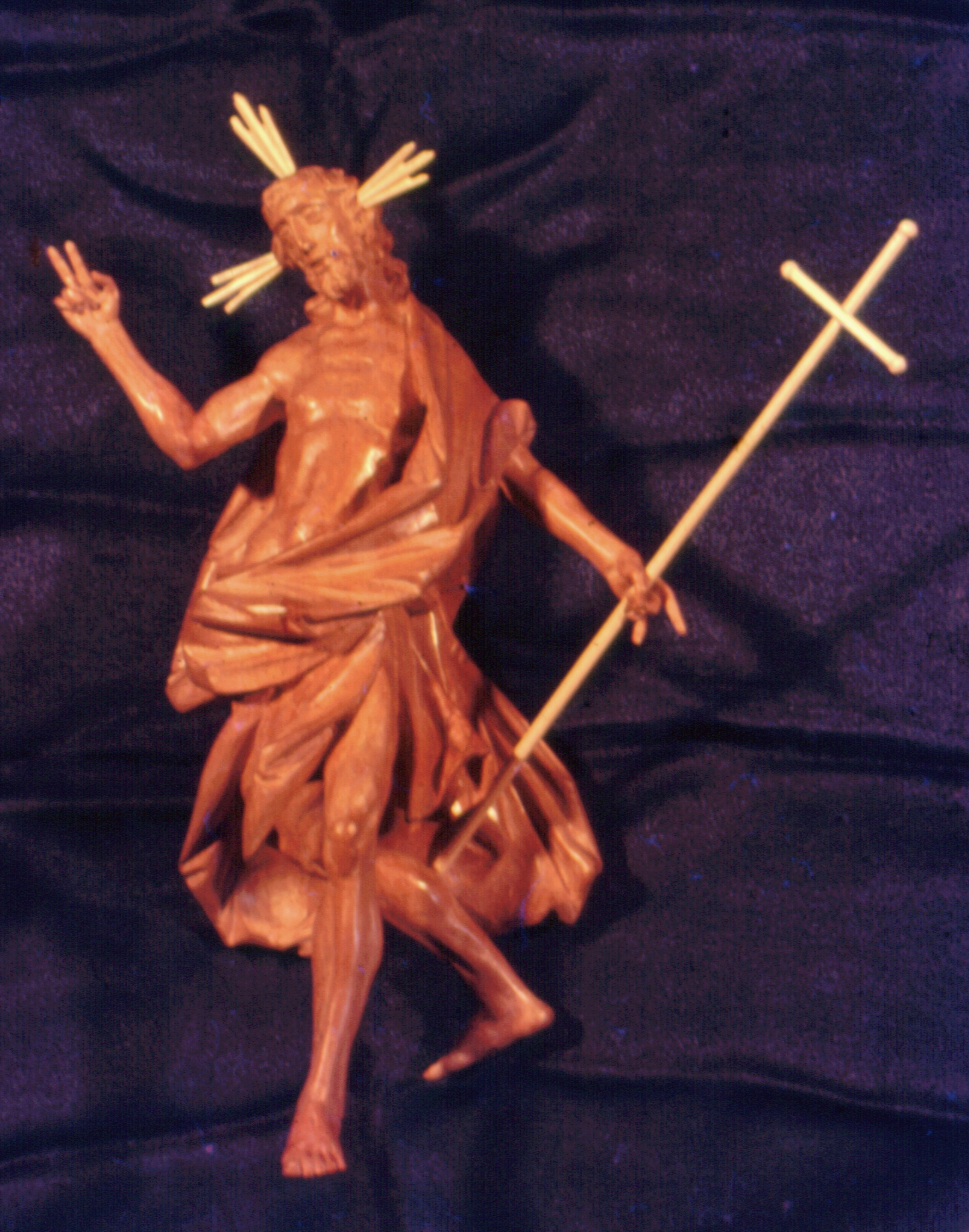
Auferstehungsheiland (Kopie eines Rokoko-Originals), 1972
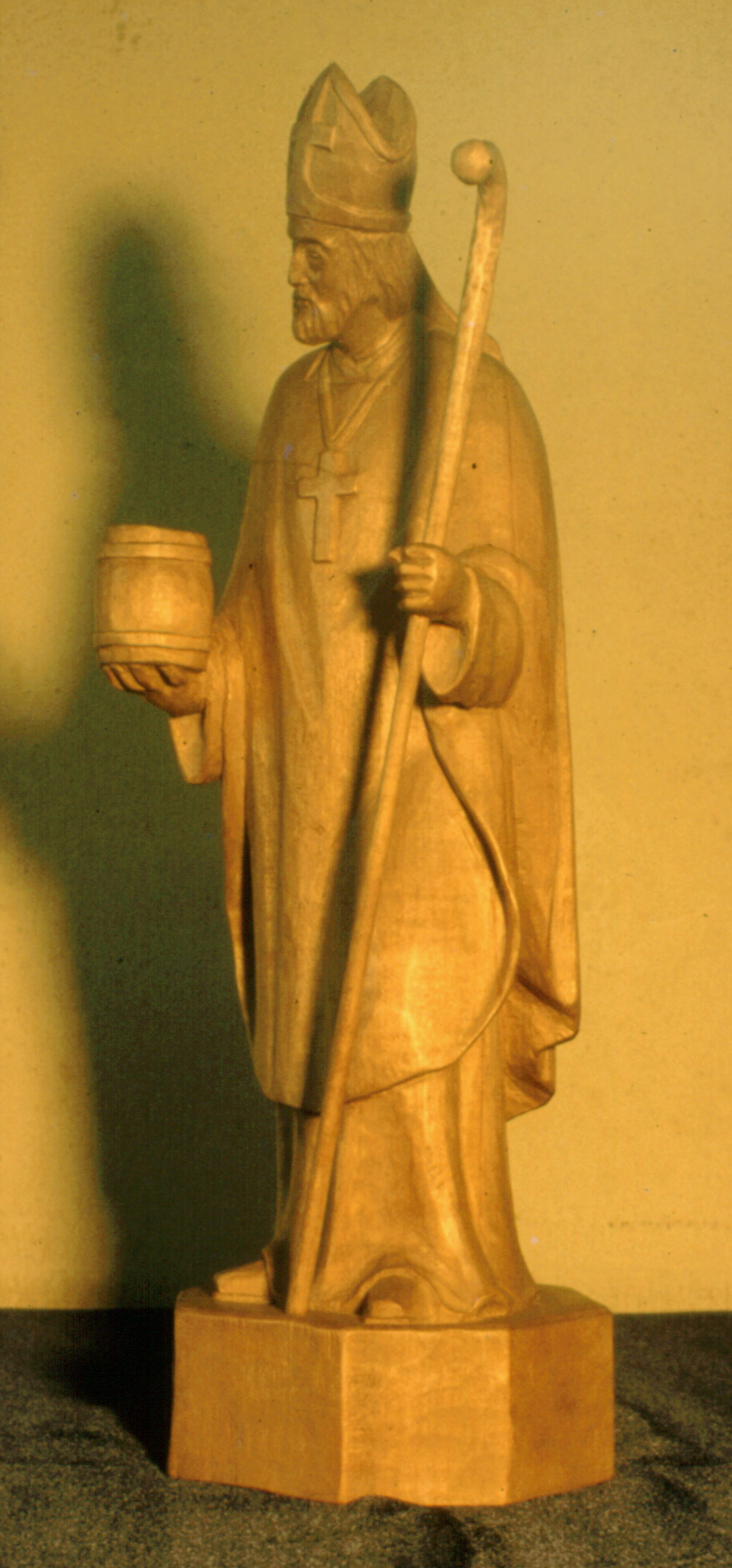
Hl. Rupert, 1979
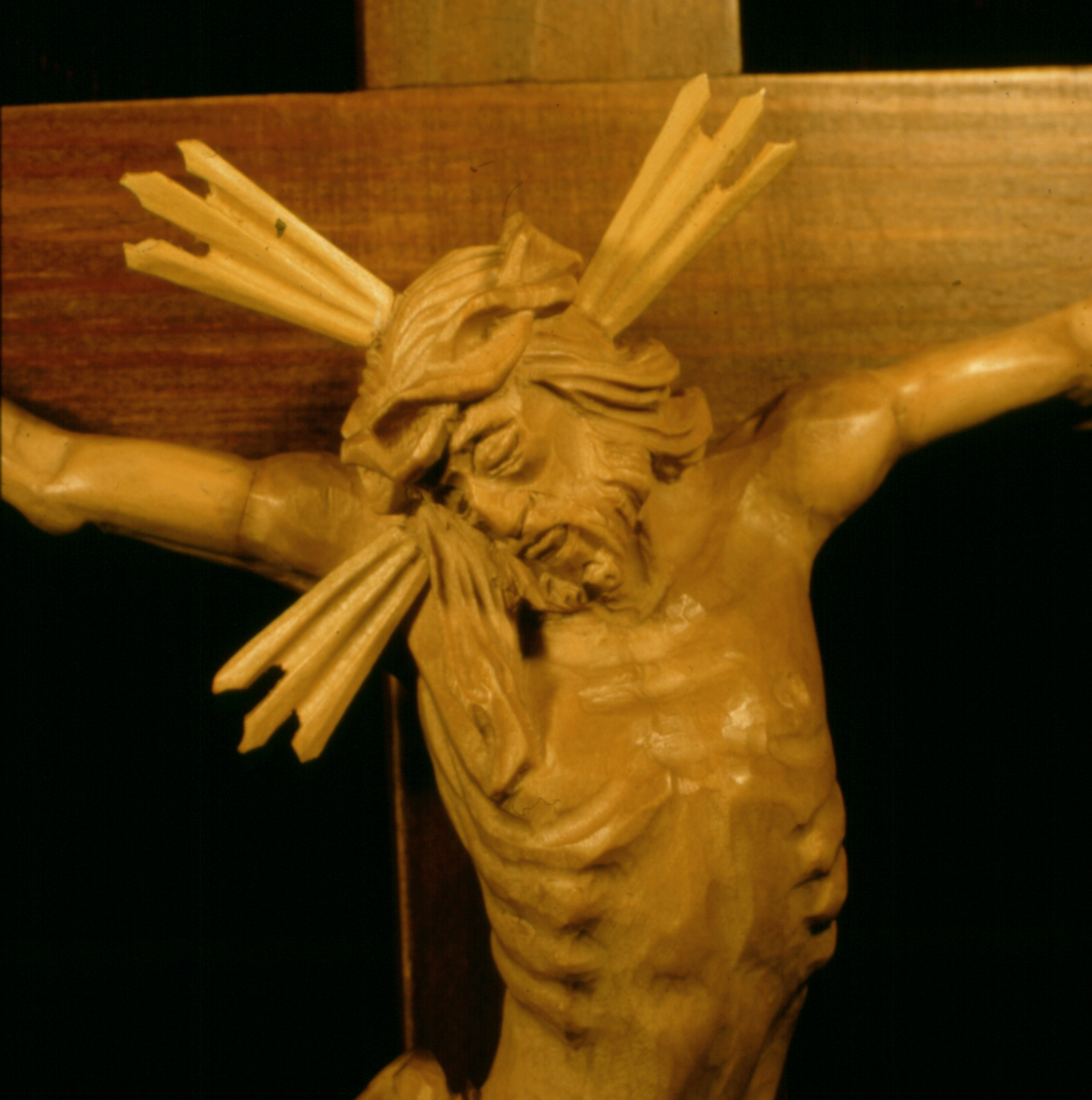
Kruzifix, 1980er Jahre
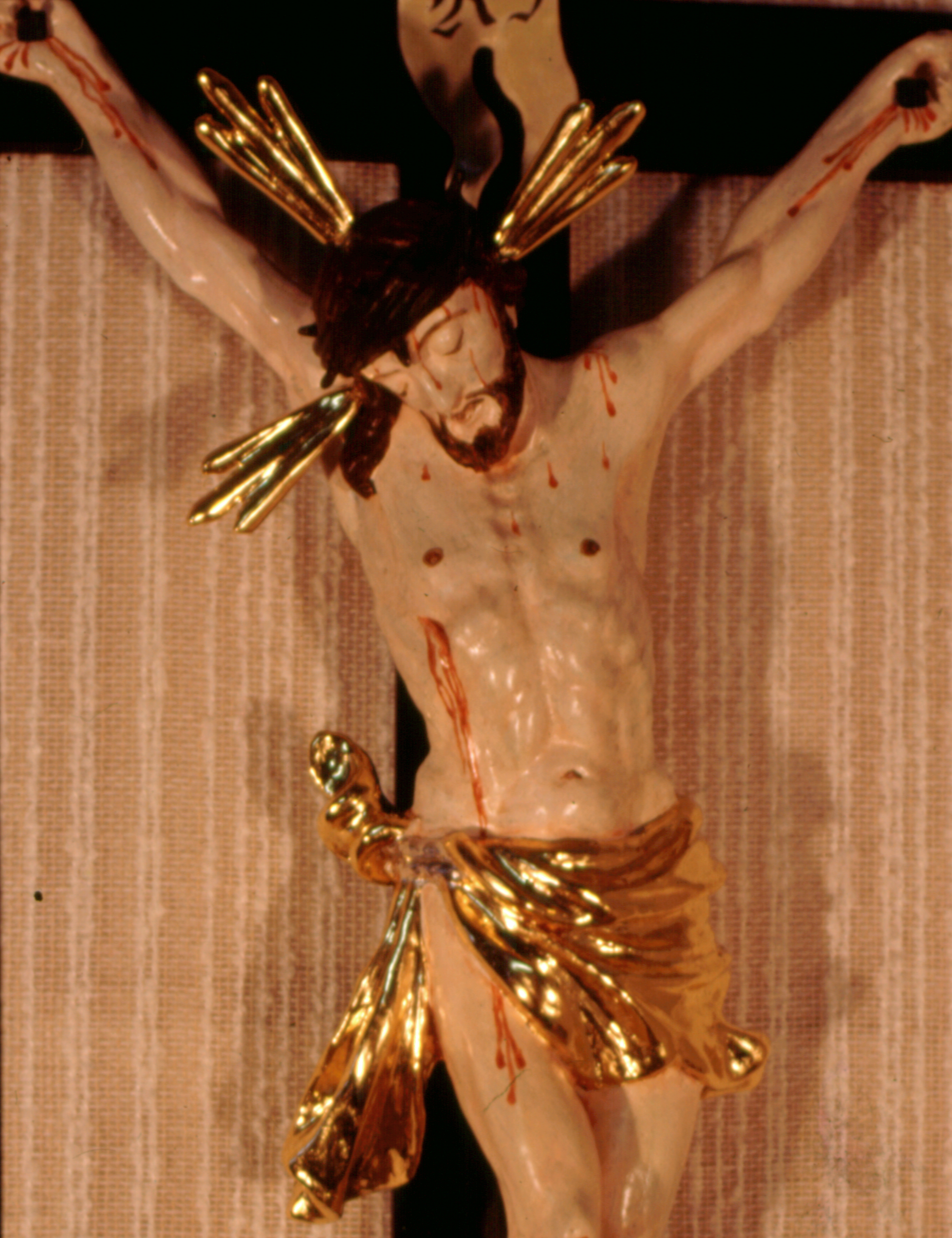
Kruzifix, 1980er Jahre
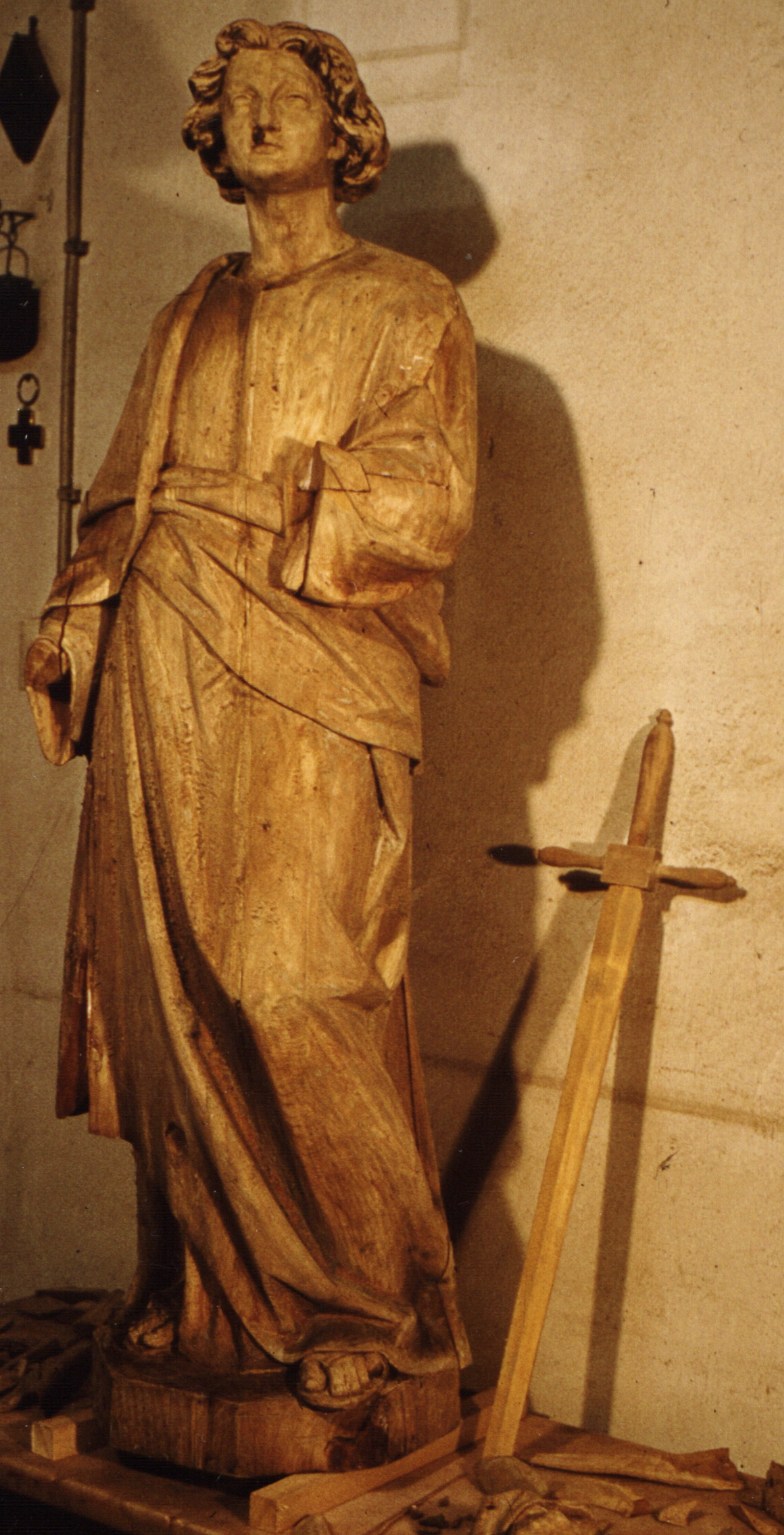
Hl. Johannes vor der Restaurierung, 1985
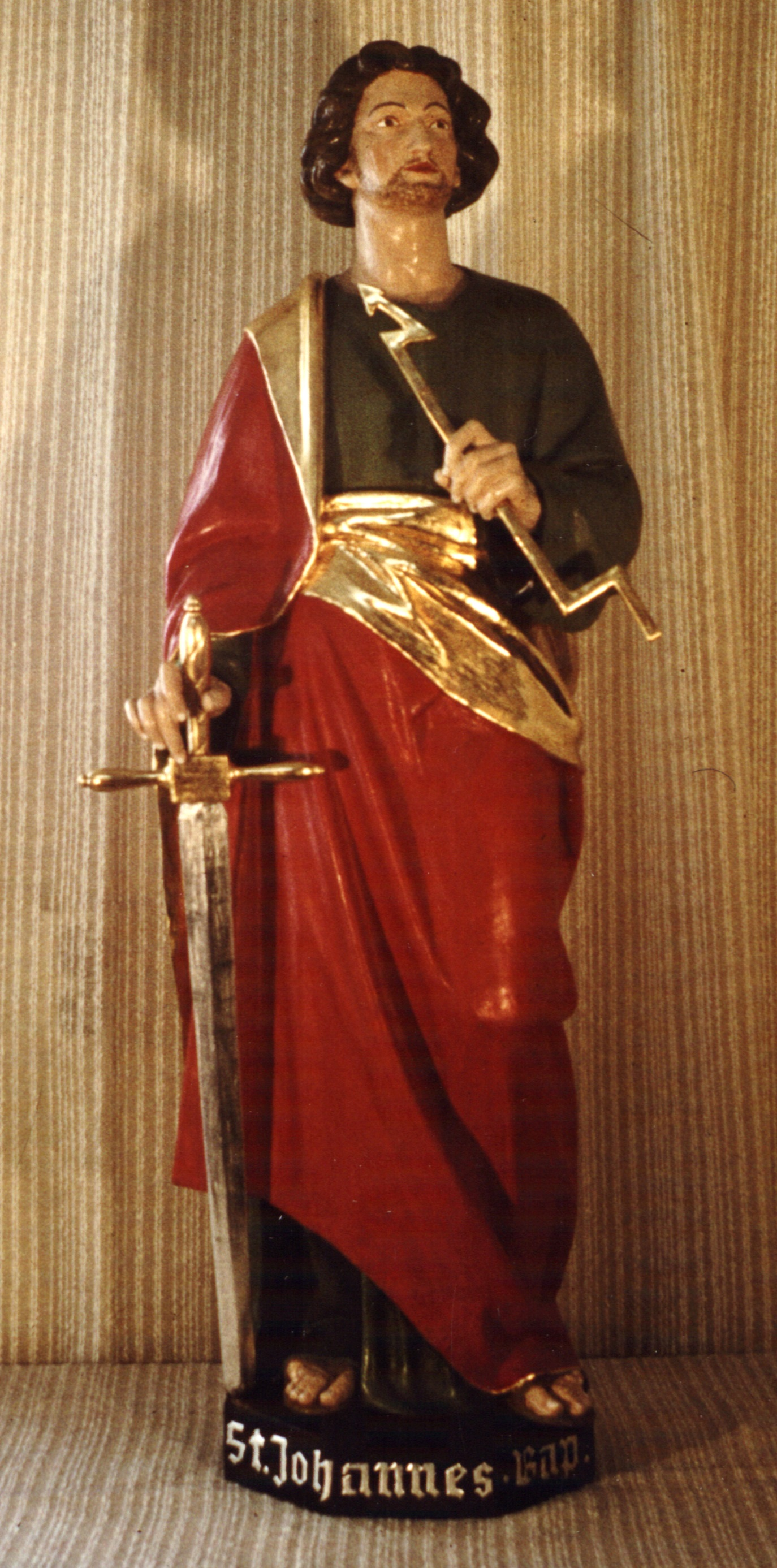
Hl. Johannes nach der Restaurierung, 1985
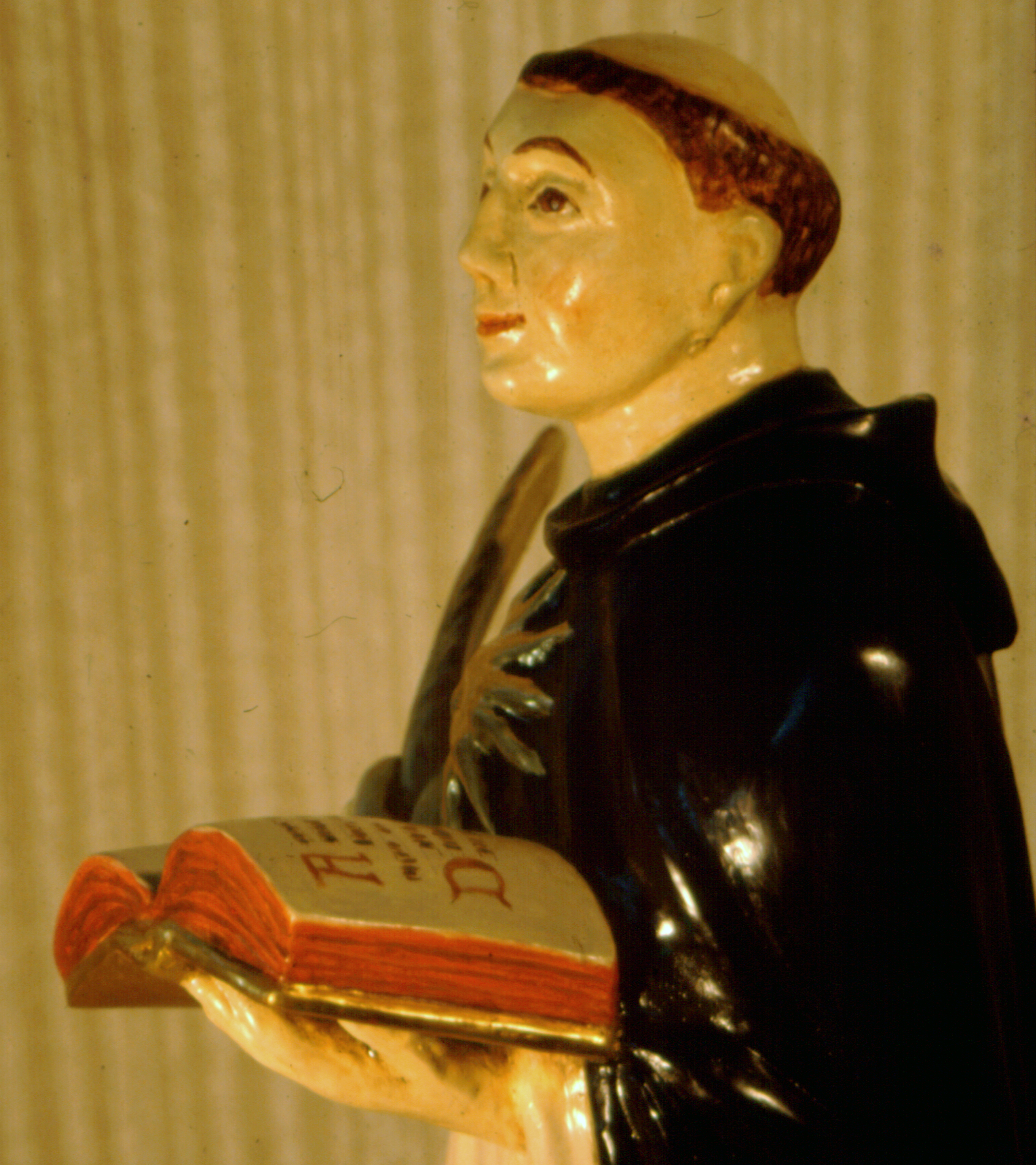
Hl.Thomas von Aquin, 1988
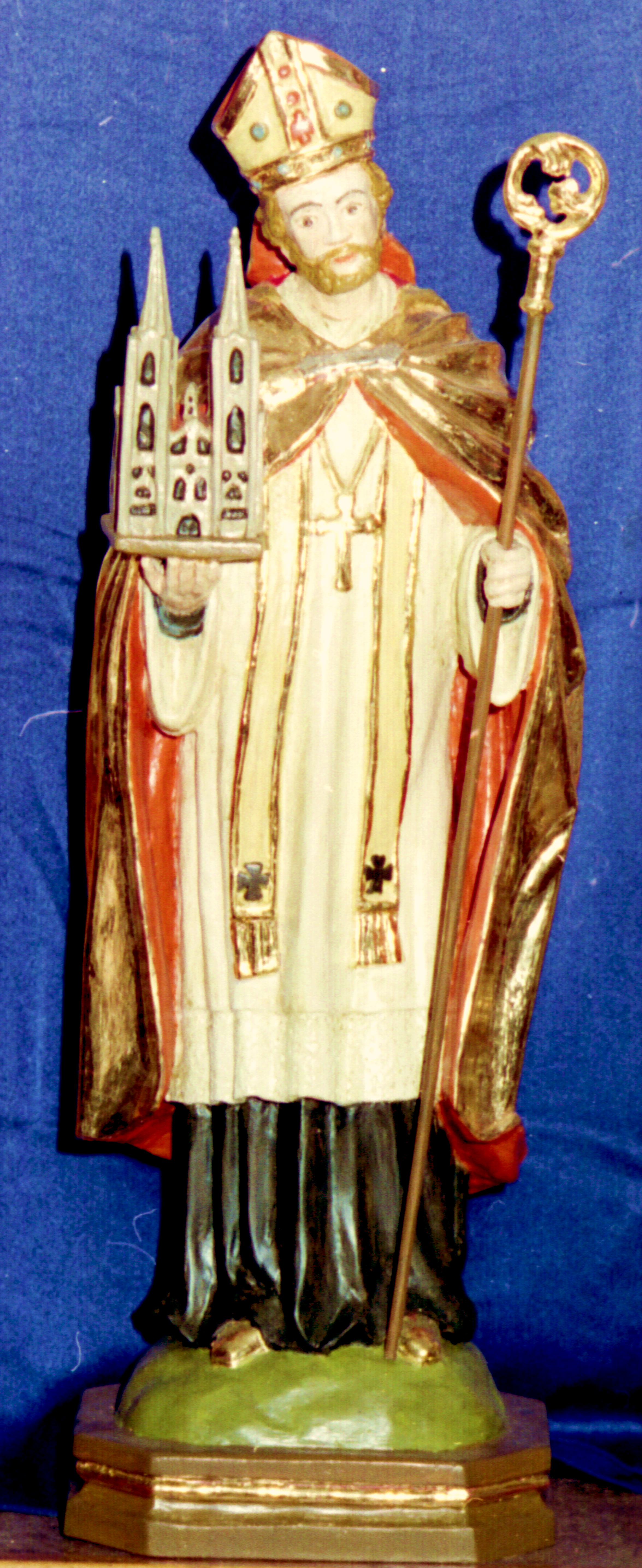
Hl. Wolfgang, 2003